# Wallonische Parlamentswahl 2014
- PTB-GO!: 2
- Ecolo: 4
- PS: 30
- MR: 25
- cdh: 13
- PP: 1

Die Wallonische Parlamentswahl 2014 fand am 25. Mai gleichzeitig mit der Wahl der belgischen Abgeordnetenkammer, der Flämischen Parlamentswahl und der Europawahl statt. Die Wahl war von deutlichen Verlusten der an der Regierung beteiligten Grünen (Ecolo) und geringen Verlusten der anderen beiden Regierungsparteien PS und CDH geprägt. Das Linksaußen-Bündnis PTB-GO! und die rechtsliberal-populistische Parti Populaire, sowie das oppositionelle liberale Mouvement Réformateur (MR) erzielten Gewinne. Als Folge der Wahl schieden die Grünen aus der Regierung aus und es bildete sich eine Koalitionsregierung aus PS und CDH.
Die Abgeordneten des wallonischen Parlaments sind zugleich Abgeordnete im Parlament der Französischen Gemeinschaft – mit der Ausnahme von deutschsprachigen Abgeordneten, die durch ihren Ersatzkandidaten ersetzt wurden.

## Vorgeschichte
Die Wahl 2014 war die fünfte Wahl seit Einführung der Direktwahl des wallonischen Parlaments nach der vierten belgischen Staatsreform 1993. 
Vor der Wahl gab es in Wallonien im Wesentlichen zwei große dominierende politische Kräfte: die Sozialisten (Parti Socialiste, PS) und das liberal-bürgerliche Mouvement Réformateur (MR). Mehr oder minder in der Mitte des politischen Spektrums bewegten sich die Grünen (Ecolo) und die Christdemokraten (Centre Démocrate Humaniste, CDH). Hinzu kamen die Fédéralistes démocrates francophones (FDF), die sich am 25. September 2011 aufgrund von Meinungsverschiedenheiten über die jüngste Staatsreform vom Mouvement Réformateur abgespalten hatten. Am linken Rand gab es die linkssozialistische belgische Arbeiterpartei (Parti du Travail de Belgique, PTB) und am rechten Rand die Volkspartei (Parti Populaire, PP). Die PTB war dabei die einzige Partei, die über alle Sprachgruppen hinweg in ganz Belgien aktiv war. Vor der Wahl 2014 schloss sich die PTB mit zwei anderen linken Parteien, der Parti Communiste und der Ligue communiste révolutionnaire, zu einem Wahlbündnis Parti du Travail – Gauche d’Ouverture! (PTB-GO! – „Arbeiterpartei – Offene Linke“) zusammen und kandidierte mit diesen auf einer gemeinsamen Liste. Die PP war 2009 gegründet worden und vertrat rechtsliberale bis rechtspopulistische, sowie EU-skeptische Standpunkte. 2010 spaltete sich von der PP eine Dissidentengruppe ab, die unter der Bezeichnung La Droite ebenfalls bei den Wahlen kandidierte.
Nach der letzten wallonischen Wahl 2009 kam es zur Bildung einer Koalitionsregierung aus PS, CDH und Ecolo unter Rudy Demotte (PS), der schon seit 2007 als Ministerpräsident Walloniens amtierte.

## Teilnehmende Parteien
An der Wahl nahmen die folgenden 25 Parteien teil:
- Parti Socialiste (PS)
- Mouvement Réformateur (MR)
- Centre Démocrate Humaniste (CDH)
- Ecolo
- Parti du Travail de Belgique-Gauche d’ouverture! (PTB-GO!)
- Parti populaire (PP)
- Fédéralistes démocrates francophones (FDF)
- La Droite
- Debout les Belges
- Mouvement Nation (Nation)
- Rassemblement Wallonie-France (R.W.F.)
- Wallonie d’abord
- Mouvement de gauche (MG)
- Parti des pensionnés et des retraités (PP Parti pensionnés)
- Piratenpartei
- Mouvement Verts et à gauche (VEGA)
- Rassemblement Walon
- Islam
- Nouvelle Wallonie alternative (NWA)
- Front wallon
- Parti Plus – Parti pour la liberté, l’union et la solidarité (P+)
- Valeurs libérales citoyennes (VLC)
- Rassemblement R (R)
- Parti Atomique
- Union des libéraux (UdL)

## Wahlsystem
Die 75 Abgeordneten des wallonischen Parlaments wurden in 13 Wahlkreisen gewählt, die sich auf die fünf wallonischen Provinzen verteilen. Im Vergleich zur vorangegangenen Wahl 2009 gewann der Wahlkreis Namur einen Sitz hinzu und der Wahlkreis Mons verlor einen.

Wahlkreise und zu wählende Abgeordnete

| Provinz            | Wahlkreise                                          | Zu wählende Abgeordnete |
| ------------------ | --------------------------------------------------- | ----------------------- |
| Wallonisch-Brabant | Nivelles                                            | 08                      |
| Hennegau           | Mons Charleroi Tournai-Ath-Mouscron Soignies Thuin  | 05 (−1) 09 07 04 03     |
| Namur              | Namur Dinant-Philippeville                          | 07 (+1) 04              |
| Lüttich            | Lüttich Huy-Waremme Verviers                        | 13 04 06                |
| Luxemburg          | Arlon–Marche-en-Famenne–Bastogne Neufchâteau–Virton | 03 02                   |

## Ergebnis

Mehrheiten nach Wahlkantonen

Gewählte Abgeordnete nach Parteien in den Wahlkreisen

| Partei                                          | Partei                                          | Stimmen   | Stimmen  | Stimmen | Sitze | Sitze   | Sitze |
| Partei                                          | Partei                                          | Zahl      | in %     | +/-     | Zahl  | in %    | +/-   |
| ----------------------------------------------- | ----------------------------------------------- | --------- | -------- | ------- | ----- | ------- | ----- |
|                                                 | PS                                              | 632.653   | 30,90 %  | ▼1,87 % | 30    | 40,0 %  | ▲1    |
|                                                 | MR                                              | 546.363   | 26,69 %  | ▲3,28 % | 25    | 33,3 %  | ▲6    |
|                                                 | CDH                                             | 310.495   | 15,17 %  | ▼0,98 % | 13    | 17,3 %  | ▬     |
|                                                 | Ecolo                                           | 176.486   | 8,62 %   | ▼9,92 % | 4     | 5,3 %   | ▼10   |
|                                                 | PTB-GO!                                         | 117.882   | 5,76 %   | ▲4,52 % | 2     | 2,7 %   | ▲2    |
|                                                 | PP                                              | 99.580    | 4,86 %   | (neu)   | 1     | 1,3 %   | (neu) |
|                                                 | FDF                                             | 51.830    | 2,53 %   | ▼1,44 % | 0     | 0,0 %   | ▬     |
|                                                 | La Droite                                       | 28.438    | 1,39 %   | (neu)   | 0     | 0,0 %   | (neu) |
|                                                 | Debout Les Belges                               | 16.618    | 0,81 %   | (neu)   | 0     | 0,0 %   | (neu) |
|                                                 | Nation                                          | 10.839    | 0,53 %   | (neu)   | 0     | 0,0 %   | (neu) |
|                                                 | R.W.F.                                          | 9731      | 0,48 %   | ▼0,92 % | 0     | 0,0 %   | ▬     |
|                                                 | Wallonie d’abord                                | 9082      | 0,44 %   | ▼0,52 % | 0     | 0,0 %   | ▬     |
|                                                 | MG                                              | 4958      | 0,24 %   | (neu)   | 0     | 0,0 %   | (neu) |
|                                                 | PP Parti pensionnés                             | 4811      | 0,23 %   | (neu)   | 0     | 0,0 %   | (neu) |
|                                                 | Piratenpartei                                   | 3612      | 0,18 %   | (neu)   | 0     | 0,0 %   | (neu) |
|                                                 | VEGA                                            | 3501      | 0,17 %   | (neu)   | 0     | 0,0 %   | (neu) |
|                                                 | Rassemblement Walon                             | 3298      | 0,16 %   | (neu)   | 0     | 0,0 %   | (neu) |
|                                                 | Islam                                           | 3169      | 0,15 %   | (neu)   | 0     | 0,0 %   | (neu) |
|                                                 | NWA                                             | 2677      | 0,13 %   | (neu)   | 0     | 0,0 %   | (neu) |
|                                                 | FW                                              | 2619      | 0,13 %   | (neu)   | 0     | 0,0 %   | (neu) |
|                                                 | P+                                              | 2280      | 0,11 %   | (neu)   | 0     | 0,0 %   | (neu) |
|                                                 | VLC                                             | 1927      | 0,09 %   | (neu)   | 0     | 0,0 %   | (neu) |
|                                                 | Rassemblement R                                 | 2971      | 0,15 %   | (neu)   | 0     | 0,0 %   | (neu) |
|                                                 | Atomique                                        | 892       | 0,04 %   | (neu)   | 0     | 0,0 %   | (neu) |
|                                                 | Union des Liberaux                              | 675       | 0,03 %   | (neu)   | 0     | 0,0 %   | (neu) |
| Gültige Stimmen                                 | Gültige Stimmen                                 | 2.047.387 | 92,6 %   |         |       |         |       |
| Ungültige Stimmen                               | Ungültige Stimmen                               | 163.939   | 7,4 %    |         |       |         |       |
| Abgegebene Stimmen                              | Abgegebene Stimmen                              | 2.211.326 | 100,00 % | —       | 75    | 100,0 % | ▬     |
| Anzahl der Wahlberechtigten und Wahlbeteiligung | Anzahl der Wahlberechtigten und Wahlbeteiligung | 2.516.420 | 87,88 %  | ▼1,12 % |       |         |       |

1. ↑  Die Ergebnisse von PTB-GO! sind mit denen von PTB+ 2009 verglichen.

## Regierungsbildung
Am 5. Juni 2014 kündigten die PS und die CDH an, dass sie über die Bildung einer Koalition in Wallonien und auf Ebene der Französischen Gemeinschaft verhandeln würden. Am 18. Juli 2014 wurde eine entsprechende Koalitionsvereinbarung der Presse vorgestellt und am 22. Juli 2014 legten die Minister und Ministerinnen der Regierung Magnette ihren Amtseid ab.